# Psolidium multipes
Psolidium multipes is een zeekomkommer uit de familie Psolidae.
De wetenschappelijke naam van de soort werd in 2006 gepubliceerd door A.S. Thandar.